# Hormiactis alba
Hormiactis alba är en svampart som beskrevs av Preuss 1851. Hormiactis alba ingår i släktet Hormiactis, divisionen sporsäcksvampar och riket svampar.   Inga underarter finns listade i Catalogue of Life.